# Gekkan Asuka
Gekkan Asuka (jap. 月刊あすか) – japoński miesięcznik poświęcony mandze typu shōjo wydawany przez Kadokawa Shoten, skierowany do nastoletnich dziewcząt. Asuka jest wydawany dwudziestego czwartego dnia każdego miesiąca.
Komiksy publikowane w tym magazynie, po wydaniu w formie tankōbon zawierają etykietę Asuka Comics.

## Mangacy i ich mangi publikowane w czasopiśmie
- Ai Morinaga
  - Duck Prince
  - Yamada Taro Monogatari
- Ayumi Kawahara
  - Idol Densetsu Eriko
- Cain Yuga
  - Cowboy Bebop Shooting Star (bazowana na oryginalnej serii Hajime Yatate)
- Clamp
  - Clamp Gakuen tanteidan
  - Gōhō Drug
  - Opowieści o Białej Księżniczce
  - Suki. Dakara suki
  - Wish
  - X
- Fumino Hayashi
  - Neon Genesis Evangelion: Angelic Days (spin off serii Neon Genesis Evangelion)
- Haruko Iida
  - Crescent Moon
- Kairi Yura
  - Angelique
  - Saiunkoku monogatari
- Kaoru Ohashi
  - Celluloid Carnival
  - Gekkou no Heroine
  - Lemming no Yukue
  - Maria ni Korosareru
- Kasane Katsumoto
  - Hands Off!
- Kiyo Kujo
  - Trinity Blood (autor scenariusza: Sunao Yoshida)
- Majiko!
  - Code Geass (autorami scenariusza są Goro Taniguchi i Ichiro Okouchi, jest to spin off serii anime)
- Min Min
  - Neon Genesis Evangelion: Gakuen Datenroku (spin off Neon Genesis Evangelion)
- Satosumi Takaguchi
  - Hana no Asuka-gumi!
  - Sakende Yaruze
- Setsuri Tsuzuki
  - Broken Angels
- Aya Shouoto
  - Kiss of Rose Princess
- Sumiko Amakawa
  - Cross (manga)
- Takashima Kazusa
  - Harlem Beat wa Yoake Made
- Tamayo Akiyama
  - Hyper Rune
  - Mouryou Kiden
  - Secret Chaser
- Temari Matsumoto
  - Kyō kara ma no tsuku jiyūgyō! (adaptacja Kyō kara maō!)
- Yukiru Sugisaki
  - D.N.Angel
  - Lagoon Engine
  - Lagoon Engine Einsatz
- Yutaka Nanten
  - Cowboy Bebop (autorami scenariusza są Hajime Yatate i Yutaka Nanten, spin off serii anime)